# Самозарядний дробовик
Самозарядний дробовик — рушниця, яка може робити постріли після кожного натискання на спусковий гачок, без потреби ручного досилання кожного набою.

## Опис

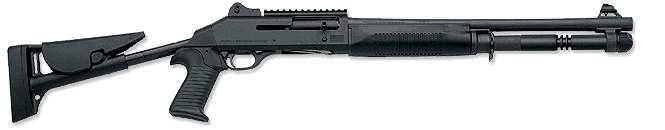
Benelli M4 Super 90 самозарядний дробовик

Ударно-спусковий механізм такої зброї працює за рахунок відведення порохових газі, вільного затвора або віддачі ствола, викидає стріляні гільзи та заряджає наступний набій.
Багато самозарядної зброї має також додаткові ручні засоби керування, наприклад помпа або руків'я заряджання.

## Приклади
Відомі самозарядні дробовики:

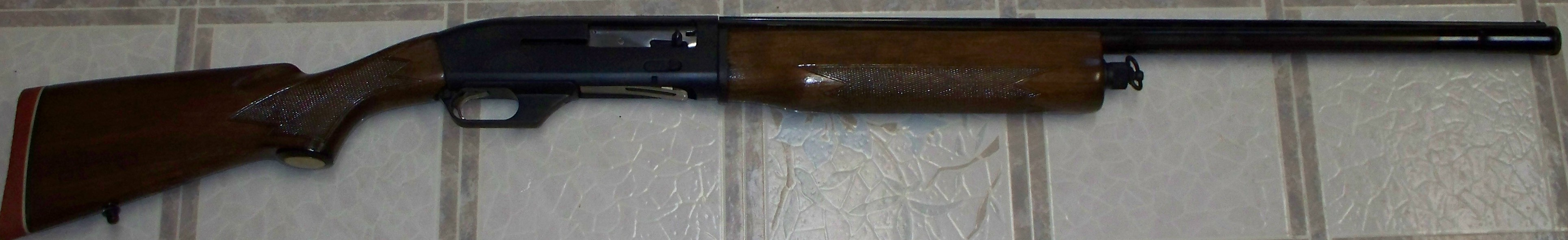
Дробовмк Ithaca Mag-10

| - Akdal MKA 1919 - Armsel Striker-12 - Байкал MP-153 - Benelli M4 - Beretta AL391 - Beretta Xtrema 2 - Browning Auto-5 - Daewoo USAS-12 - Franchi SPAS-12 - Franchi SPAS-15 - High Standard Model 10 | - Ithaca Mag-10 - Mossberg 9200 - Mossberg 930 - Remington Model 1100 - Remington Model 11-87 - Remington Model SP-10 - Сайга-12 - Sjögren shotgun - Smith & Wesson Модель 1000 - Вепр-12 - Weatherby SA-08 |  |